# 無花果 (クルアーン)

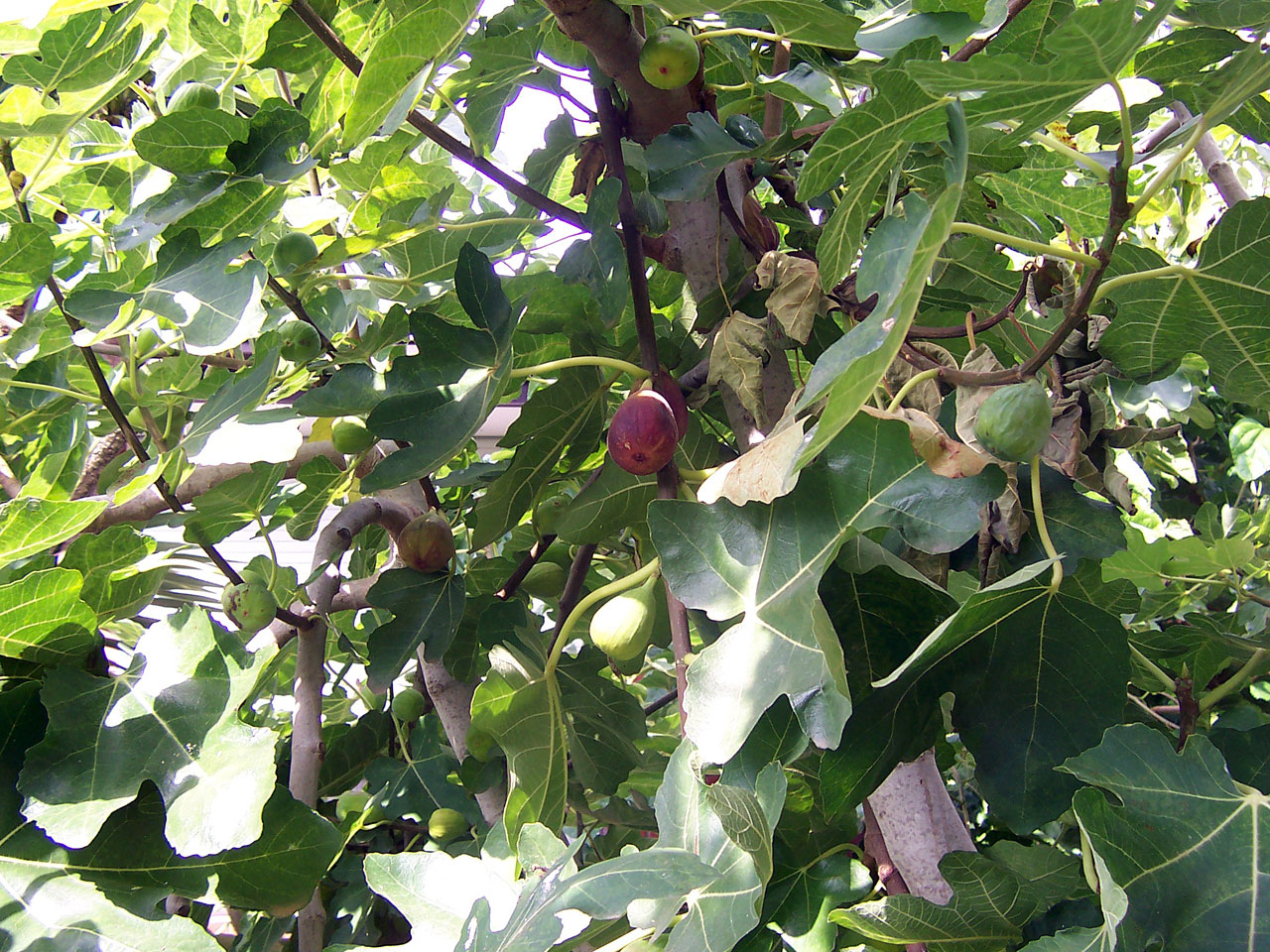
イチジク

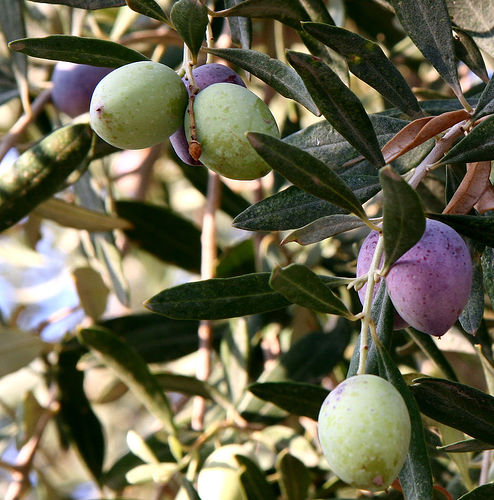
オリーブ

『無花果』（いちじく、アラビア語: التين UNGEGN式: At-Tīn アッ・ティーン）は、アル・クルアーン（コーラン）における第95番目のスーラである。

## 主な内容
- イチジクとオリーブ、シナイ山、安全な町にかけて。 - 1節から3節
- かつて、人間を最も美しく創造した。 - 4節
- それから彼を最も低く落とした。 - 5節
- 善行の信仰者はその限りではなく、尽きない報酬がある。 - 6節
- お前はなぜ審判を否定するか。 - 7節
- 神は、最も公正な審判をする。 - 8節

### 解説
イチジクとオリーブ
イチジクは薬といわれ、胃に優しく、健康に役立つ。痔が治るとして、預言者はイチジクを食べることを推奨している。夢に現れるイチジクには、専制的でない男という意味がある。また、夢でイチジクを入手することは富を意味し、イチジクを食べると、神により子供を恵まれることを意味する。
その他、イチジクが何を指すかの諸説がある。それによるとイチジクは、ヌーフ（ノア）がアル・ジューディー（ユダヤ山、en:Mount Judi）に建てたモスクのこと。もしくはエルサレムのモスク、もしくはマッカの聖モスク（アル・マスジド・アル・ハラーム・モスク）のこと。またはダマスカスの町がある山。またはシリア地方のイチジクとオリーブの木がある2つの山の1つ。
オリーブもまた果物としての他、薬として健康に役立つ。オリーブは、エルサレムのモスク、もしくはアル・マスジド・アル・アクサー・モスクのこと。またはエルサレムのモスクがある山。またはシリア地方のイチジクとオリーブの木がある2つの山の1つ。
日本語訳アル・クルアーンで、オリーブを橄欖（かんらん）と記述する場合もあるが、広辞苑等の辞書によると、オリーブを橄欖（かんらん）と訳すのは、誤訳である。
1節から4節
イチジク（無花果）、オリーブ、シナイ山、マッカ（メッカ）の町にかけて、神が人間を創造したということ。神は、人間の外面と内面を、他の生物と比べて、最も美しく創造した。
5節
落とされた「彼」というのは、「一部の個体」のこと。人間は、その特権に思い上がり、フィルアウン（またはパロと表記する。ファラオも参照）のように「自分は至高なる主である」と言う者まで現れた（引き離すもの (クルアーン) の24節）。
神は、彼を落とし、彼の腹を汚物で満たし、彼が排泄をしたり排泄せざるを得ない状態にした。神が、その状態にしたのだと了解した者は、神に再び服従する。「低く落とした」とは老衰の暗示であり、青年の頃よりも信仰行為が減少するが、青年期の報酬がある。
6節
但し書きの節。中田訳のアル・クルアーン注釈によると、老いて信仰の行為ができなくなった時、それまでしていた行為が書かれることになる、とハディースにある。
7節
信仰しない者への問いかけの節。審判は最後の審判、報償。
8節
中田訳によると、『無花果』を読んだ者は、自分がそれへの証言者である、という宣言をするようにと、ハディースにある。

## アラビア語による『無花果』全文
アル・クルアーン第95章 『التين （無花果）』